# Медвеже клепало
Медве́же кле́пало — гуцульський народний музичний інструмент, ударний ідіофон, тип ручного клепала з водяним рушієм.
Вода з гірського потоку підводиться до жолоба (чур), падає звідти в коритця (мишенка) і обертає блок брусків на стрижні (перехре́стя) з'єднаному шпінгелями з основою. В результаті поєднані з брусками молотки (піхач) б'ють в металевий диск.
Типові розміри інструменту: діаметр диску 45 см, довжина перехрестя 70 см, довжина шпінгеля 150 см. В наш час виготовляється з сучасних матеріалів.
Звучить безперервно і використовується для відлякування ведмедів.